# I Trettré
(Tormentone de I Trettré al Drive In)

I Trettré nel programma televisivo Drive In (1987). Da sinistra Mirko Setaro, Edoardo Romano e Gino Cogliandro

I Trettré sono stati un trio comico napoletano, composto da Gino Cogliandro, Edoardo Romano e Mirko Setaro, attivo a cavallo degli anni ottanta e novanta e distintosi specialmente per la loro partecipazione al programma televisivo Drive In.

## Storia
Il trio iniziò a muovere i propri passi nel 1975, col nome de I Rottambuli e con una formazione che vedeva, al posto di Gino Cogliandro, Peppe Vessicchio, successivamente sostituito allorché quest'ultimo decise d'indirizzarsi alla carriera musicale. Modestamente attivo soprattutto nell'ambito dell'avanspettacolo e dei locali notturni fino alla fine degli anni settanta, il gruppo - rinominatosi dunque I Trettré poco dopo la defezione di Vessicchio - cominciò presto ad emergere sulla scena cabarettistica nazionale, fino al farsi ingaggiare in diversi programmi televisivi tra cui Il barattolo, Il ponte sulla Manica e Lo scatolone.
A partire dal 1983, poi, divennero una presenza quasi fissa del fortunato varietà televisivo Drive In, affiancando al contempo Paolo Villaggio nei programmi Un fantastico tragico venerdì e Che piacere averti qui e conquistando così una notevole fama presso il pubblico televisivo. A seguito della notorietà conseguita soprattutto con Drive In, I Trettré parteciparono quindi, come conduttori o protagonisti, in numerose altre trasmissioni televisive di quegli anni, tra le quali: I-taliani (1988-1990, una sitcom creata dallo stesso Setaro con la collaborazione di Lorenzo Beccati), Cabaret per una notte (1988), Trisitors (1989), Raimondo..e le altre (1991), Il TG delle vacanze (1991), Buona Domenica (dal 1991 al 1994), Il gioco delle coppie beach (1995), Caro bebè e Retromarsh!!! (1996).
Vantano, inoltre, un'esperienza cinematografica con Italian Fast Food (1986), trasposizione sul grande schermo del repertorio di buona parte del cast di Drive In. Hanno partecipato alla canzone 'O scarrafone dell'album Un uomo in blues di Pino Daniele del 1991.
Dopo lo scioglimento del gruppo, avvenuto all'inizio del 2000, i tre hanno perseguito individualmente carriere in televisione e a teatro: Mirko Setaro ha collaborato come autore a diversi programmi Mediaset come Buona Domenica e Campioni, il sogno; Gino Cogliandro, dal 1997 al 2005, è stato uno degli inviati della trasmissione Forum e s'è cimentato come commediografo realizzando, tra gli altri, gli spettacoli Otello ma non troppo, A volte se ne vanno, Cavoli all'ananas ed infine, nel 2007/2008, ha fatto parte del cast di Buona Domenica; Edoardo Romano ha recitato in quattro film di Pupi Avati ed in altre pellicole cinematografiche.